# Cilleros
Cilleros è un comune spagnolo di 2 065 abitanti situato nella comunità autonoma dell'Estremadura.